# Jaren Jackson

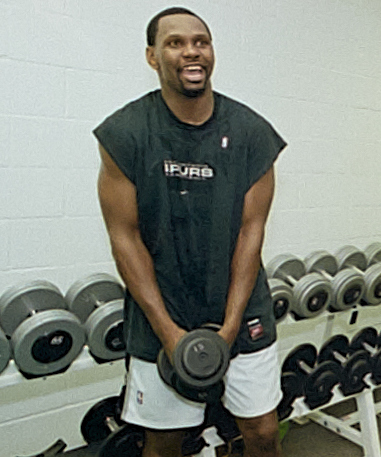
Jaren Jackson, 2000.

Jaren Walter Jackson Sr., född 27 oktober 1967 i New Orleans i Louisiana, är en amerikansk före detta professionell basketspelare (SG) som tillbringade tolv säsonger (1989–1990 och 1991–2002) i den nordamerikanska basketligan National Basketball Association (NBA), där han spelade för New Jersey Nets, Golden State Warriors, Los Angeles Clippers, Portland Trail Blazers, Philadelphia 76ers, Houston Rockets, Washington Bullets, San Antonio Spurs och Orlando Magic.
Under sin NBA-karriär gjorde Jackson 2 370 poäng (5,5 poäng per match), 500 assists samt 786 rebounds, räddningar från att bollen ska hamna i nätkorgen, på 431 grundspelsmatcher.
Han vann NBA-mästerskapet, med San Antonio Spurs, för säsongen 1998–1999.
Jackson spelade också som proffs i Frankrike.
Han blev aldrig NBA-draftad.
Innan Jackson blev proffs studerade han vid Georgetown University och spelade för deras idrottsförening Georgetown Hoyas.
Han är far till Jaren Jackson Jr.